# سگینگ (مد)

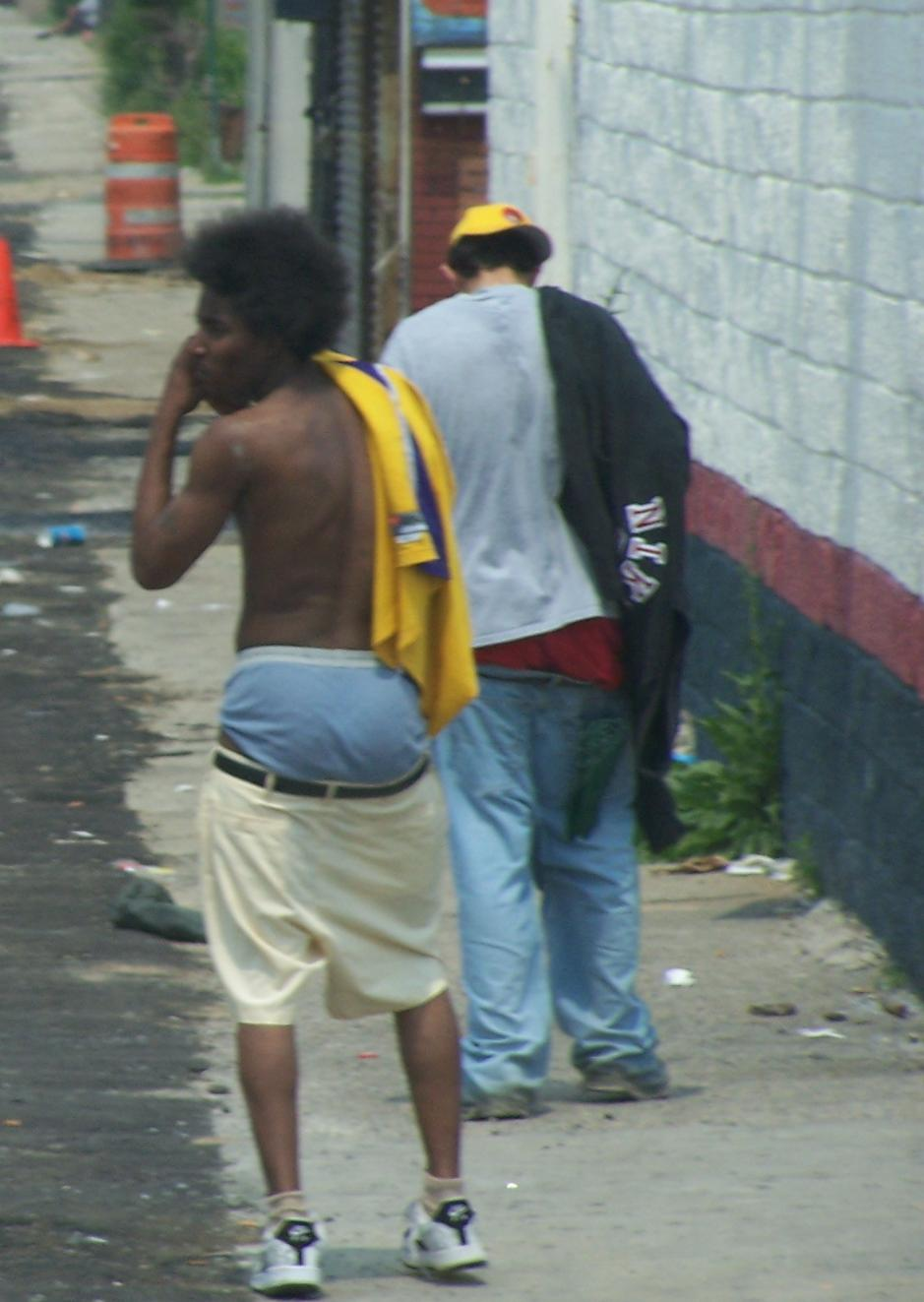
دو مرد با پوشش سگینگ در سال ۲۰۰۷

سَگینگ (به انگلیسی: Sagging) یا تنبان افتاده، نوعی مُد است که در آن شلوار جین یا شلوار به صورت افتاده تا زیر کمر و گاهی تا زیر شرت پوشیده می‌شود.
سگینگ معمولاً یک مد مردانه است. پوشیدن شلوار فاق‌کوتاه برای نشان دادن شورت بندی جی (دم‌نهنگی) مانند سگینگ برای زنان رایج نیست. کسی که شلوار افتاده می‌پوشد گاهی «سَگِر» نامیده می‌شود. این مد در برخی از کشورها به عنوان «کوتاه سوار» نیز شناخته می‌شود.